# Синтагматика
Синтагматика или синтагматичен план на езика, това е единият от двата аспекта в изследването на езика в семиотиката – другият е парадигматика, синтагматиката изучава знаците (в случая това са целите думи) и други езикови единици в техните отношения, както и свързването им, обединяването им в синтагми. Парадигматичните отношения са вертикални и чрез тях се реализират отделните значения на лексемите на една дума, докато синтагматичните отношения са хоризонтални, това са отношения между думите, които „се осъществяват между елементи, които могат да се появят в комбинация един с друг в добре формирани синтагми“. (Джон Лайънс 2002) 